# Iliana Rupert
Iliana Rupert (nacida el 12 de julio de 2001 en Sèvres, Francia) es una jugadora de baloncesto francesa que pertenece a la plantilla de las Golden State Valkyries de la WNBA. Con 1.93 metros de estatura, juega en la posición de pívot.
Es la hija de Thierry Rupert, ex ala-pívot de la selección de baloncesto de Francia. y hermana de Rayan Rupert, actual jugador profesional.